# Краевский, Кшиштоф
Кшиштоф Адам Краевский (пол. Krzysztof Adam Krajewski, род. 3 августа 1963, Варшава, ПНР) — польский дипломат. Посол Польши в Азербайджане (2005—2010), Болгарии (2014—2018) и России (с 2021).

## Биография
Кшиштоф Краевский в 1987 году окончил Факультет политологии Варшавского университета.
В Министерстве иностранных дел Польши с 1993 прошёл карьерный путь от советника до посла. С 1998 по 2003 год работал генеральным консулом Республики Польша в Варне в Болгарии.
Занимал пост чрезвычайного и полномочного посла РП в Азербайджане (2005—2010) и Болгарии (2014—2018). Занимал должность директора дипломатического протокола МИД (2010—2014, 2018—2021).
На должность посла в России назначен 25 ноября 2020, в Москве официально представлен 4 марта 2021. 18 мая 2021 года вручил верительные грамоты президенту России Владимиру Путину.
Двое детей. Владеет английским, русским, болгарским и немецким языками.

## Награды
- Офицерский крест Ордена Возрождения Польши (2019)[8]
- Кавалерский крест Ордена Возрождения Польши (2011)[9]
- Золотой Крест Заслуги (1997)[10]
- Медаль Столетия возвращения независимости (2023)[11]
- Медаль Комиссии народного образования (2003)[1]
- Орден «Дружба» (8 июля 2010, Азербайджан) — за особые заслуги в укреплении сотрудничества и взаимных связей между Азербайджанской Республикой и Республикой Польша[12]
- Командор Ордена Трёх звёзд (22 ноября 2012, Латвия)[13][14]
- Командор Ордена Заслуг (2012, Норвегия)[15]
- Командор Ордена Заслуг (2012, Португалия)[16]
- Орден Креста земли Марии 3-й степени (14 марта 2014, Эстония)[17]
- Командор Орден Феникса (2014, Греция)[1]
- Командор Орден Оранских-Нассау (2014, Нидерланды)[1]
- Орден «Стара планина» 1-й степени (27 августа 2018, Болгария) — за чрезвычайно большие заслуги в углублении и развитии болгаро-польских отношений[18][19]
- Командор Орден «За заслуги перед Литвой» (20 февраля 2019, Литва) — за заслуги в развитии приграничных отношений между Литовской Республикой и Республикой Польша, улучшении политического, культурного, экономического и социального сотрудничества обеих стран[20][21]
- Почётный гражданин Варны (2002)[22]
- Международная премия «Золотой чинар» (2009, Азербайджан)[23]